# Medmassa nyctalops
Medmassa nyctalops är en spindelart som beskrevs av Simon 1910. Medmassa nyctalops ingår i släktet Medmassa och familjen flinkspindlar.
Artens utbredningsområde är Bioko. Inga underarter finns listade i Catalogue of Life.